# 해리 포터 (드라마)
《해리 포터》(영어: Harry Potter)는 HBO에서 2027년 방영 예정인 판타지 드라마이다. 배우 도미닉 매클로플린이 주인공 해리 포터 역을 맡았다.